# Шерлок Холмс (фильм, 1922)

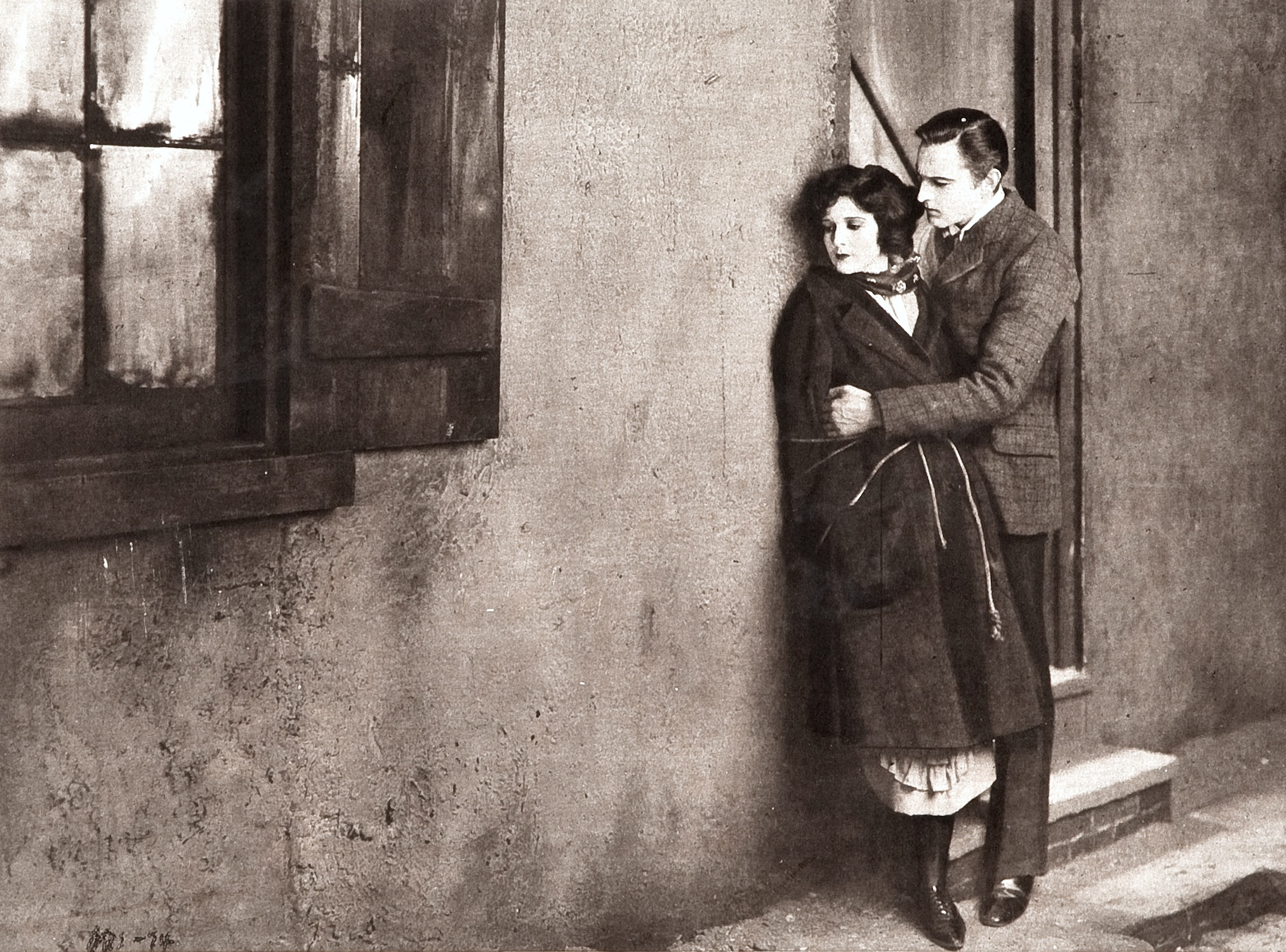
Кадр из фильма

«Шерлок Холмс» (англ. Sherlock Holmes) — американский немой детективный драматический фильм 1922 года, в котором роль Шерлока Холмса исполнил Джон Бэрримор, а роль доктора Джона Ватсона — Роланд Янг. В Великобритании фильм из-за разногласий, связанных с авторскими правами, вышел под названием «Мориарти».
Фильм был снят режиссёром Альбертом Паркером на киностудии Goldwyn Pictures, в нём на экране дебютировали Уильям Пауэлл (в титрах — Уильям Х. Пауэлл) и Роланд Янг, был снят Альбертом Паркером. Сценарий был написан Эрлом Брауном и Мэрион Фэйрфакс по пьесе 1899 года Уильяма Жиллета и Артура Конана Дойля, использовавшей персонажей Дойла и сюжетные элементы нескольких его произведений.
Фильм считался утерянным на протяжении десятилетий, но в середине 1970-х был заново открыт и восстановлен Музеем Джорджа Истмана.

## Сюжет
Студент Кембриджа принц Алексис (Реджинальд Денни) обвиняется в краже спортивных средств. Его друг и сокурсник Ватсон рекомендует ему обратиться за помощью к своему однокласснику Шерлоку Холмсу. Тем временем, оттачивая свои наблюдательные навыки в сельской местности, Холмс падает и теряет сознание. Проходящая мимо молодая женщина, Элис Фолкнер (Кэрол Демпстер), приходит ему на помощь, чему он весьма доволен.
Холмс принимает дело, и вскоре у него появляется подозреваемый, Форман Уэллс (Уильям Х. Пауэлл). В конце концов Уэллс признаётся, что взял деньги, чтобы попытаться отделаться от Мориарти (Густав фон Зейффертиц); Уэллс оказывается сыном мошенника, и король преступного мира подготавливает его для какого-то будущего преступного замысла. Захваченный делом Холмс встречается с Мориарти лицом к лицу и даже нагло просит изучить его; но Мориарти, разумеется, отказывается сотрудничать. Холмс сообщает Ватсону, что нашёл свою миссию в жизни: остановить Мориарти.
Тем временем прибывает дядя Алексиса, граф фон Штальбург (Дэвид Торренс), и привозит важную новость: оба его брата погибли в «автомобильной аварии». Теперь Алексис наследный принц и поэтому не может жениться на Роуз Фолкнер, сестре Алисы. Убитая горем, Роуз совершает самоубийство.
Проходят годы. Газетные публикации восхваляют Холмса за разгадку дела, сбившего с толку Скотланд-Ярд . Его навыки расследования не помогли ему найти Алису Фолкнер, но их пути снова пересекаются. Мориарти ищет любовные письма принца Роуз Фолкнер ради организации шантажа. Он нанял её обездоленную сестру Алису секретарём «Дж. Невилла Четвуда», который на самом деле прихвостень по имени Джеймс Ларраби (Андерс Рэндольф). Когда принц просит Холмса заняться делом, он сначала отказывается, так как считает принца ответственным за смерть Роуз, но меняет своё мнение, когда узнаёт, что в этом замешана Алиса.
Холмс заставляет Формана Уэллса проникнуть в дом Ларраби в качестве нового дворецкого. С помощью уловки Холмс заставляет Алису раскрыть, где она спрятала письма, но, странным образом, возвращает их ей, как только они попадают в его руки — даже несмотря на её намерение опубликовать их, чтобы отомстить за свою сестру. Он сообщает Ватсону, что письма будут приманкой, чтобы выманить Мориарти из его логова.
Со своей стороны, терпение Мориарти закончилось из-за того, что Холмс неотступно следует за ним по пятам, побуждая гения преступного мира всё глубже и глубже уходить в подполье. Он приводит Алису в «газовую камеру», посредством которой до этого избавлялся от своих противников. Холмс сознательно идёт в ловушку, но ему тем не менее удаётся спасти Алису.
После этого Мориарти приводит в движение всю свою огромную организацию, чтобы попытаться убить своего заклятого врага. Однако Холмс достойно принимает вызов. Большинство сообщников Мориарти схвачены полицией, и когда переодетый глава банды лично приходит, чтобы расправиться с Холмсом, тот задерживает и его. Затем Холмс планирует свой медовый месяц с Алисой.

## Актёрский состав
- Джон Бэрримор в роли Шерлока Холмса
- Роланд Янг в роли доктора Джона Ватсона
- Кэрол Демпстер в роли Алисы Фолкнер
- Густав фон Зейффертиц в роли профессора Мориарти
- Луи Вольхейм в роли Крейгина
- Перси Найт в роли Сида Джонса
- Уильям Х. Пауэлл в роли Формана Уэллса
- Хедда Хоппер в роли Мэдж Ларраби
- Пегги Бэйфилд в роли Роуз Фолкнер
- Маргарет Кемп в роли Терезы
- Андерс Рэндольф в роли Джеймса Ларраби
- Роберт Шабл в роли Альфа Бассика
- Реджинальд Денни в роли принца Алексиса
- Дэвид Торренс в роли графа фон Штальбурга
- Роберт Фишер в роли Отто, камердинера принца и тайного подчинённого Мориарти
- Ламсден Хэр в роли доктора Лейтона
- Джерри Девайн в роли Билли
- Джон Уиллард[3] в роли инспектора Грегсона
- Уолтер Кингсфорд в роли стрелка в квартире (в титрах)

## История создания

### Литературная основа
Во второй половине 1890-х годов из финансовых соображений Конан Дойл вынужден был обратиться к созданию пьесы о своём самом знаменитом персонаже — детективе Шерлоке Холмсе, несмотря на «усталость» от этого персонажа, которого ранее он даже «убил». Она была закончена в 1897 году и была названа без каких-либо изысков — «Шерлок Холмс». По ряду обстоятельств она была отвергнута, но ей заинтересовался американский театральный организатор Чарльз Фроман, поручивший её переработку актёру, драматургу и режиссёру Уильяму Жилетту.
В начале 1899 года Фроман провёл переговоры с Дойлом и приобрёл у него права на постановку пьесы, причём американец заверил, что обойдётся без введения в сюжет любовных сцен. Жилетт провёл работу в довольно сжатые сроки: начав работу над адаптацией в начале 1898 года, он закончил её менее чем за месяц. Дойл высоко оценивал драматургическую и актёрскую работу проведённую драматургом; важное место занимала материальная сторона дела, полностью удовлетворившая британского писателя. Несмотря на его предубеждённость против романтических отношений Холмса, он всё-таки согласился с предложением Жилетта показать детектива с этой стороны. Согласно воспоминаниям Дойла, драматург прислал ему телеграмму с вопросом о разрешении «женить» Холмса. На это предложение он ответил следующим образом: «„Жените, убейте, делайте с ним, что угодно“, — был мой жестокосердный ответ».

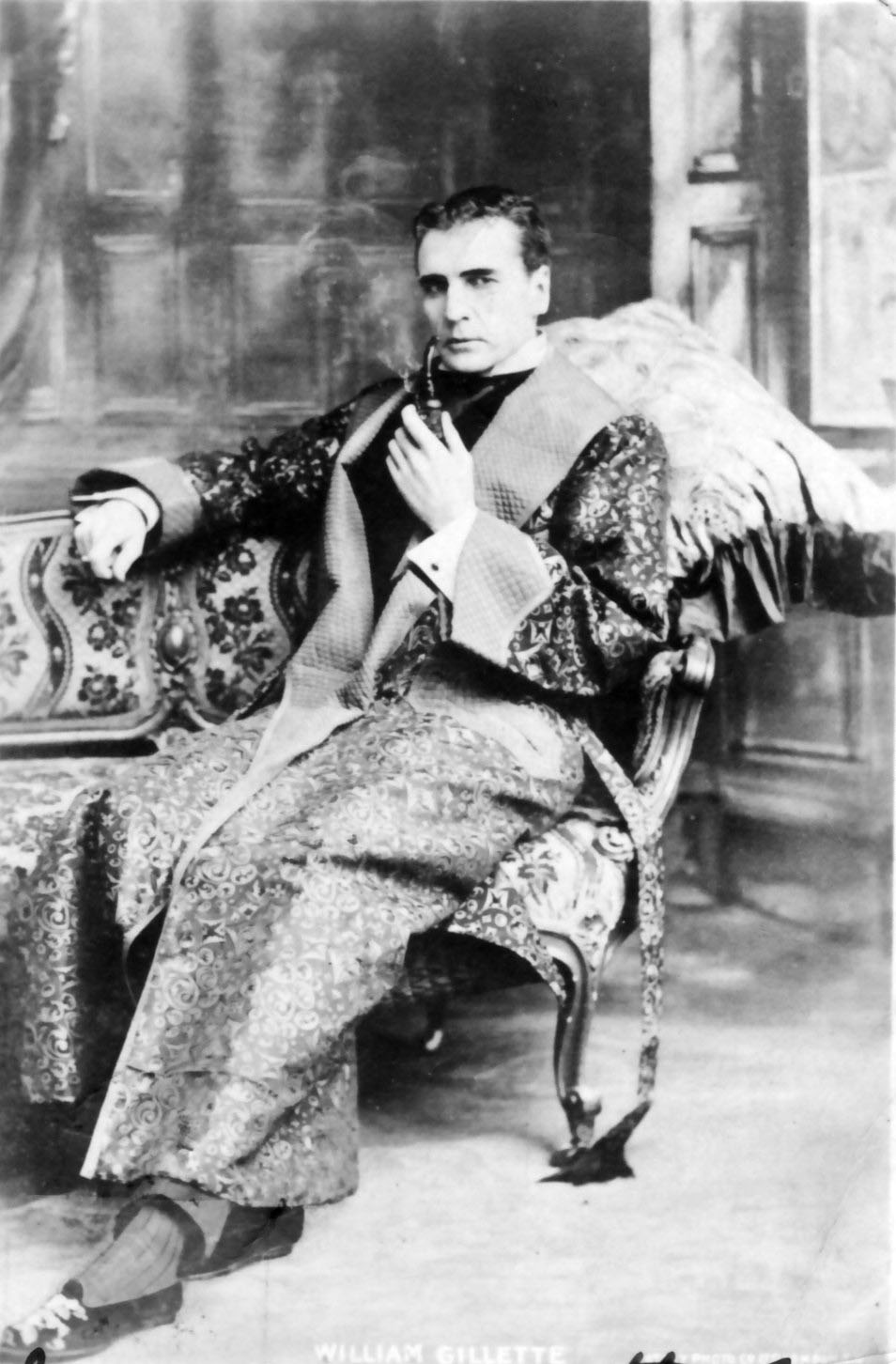
Уильям Жилетт в образе Шерлока Холмса появлялся на сцене более 1300 раз

Сюжетной основой пьесы послужили произведения Дойла «Скандал в Богемии», «Тайна Боскомбской долины», «Этюд в багровых тонах», «Последнее дело Холмса», а также шумные судебные криминальные процессы. Противостоял главным героям профессор Мориарти, который использовал в отношении своих жертв газовую камеру, как это имело место в так называемом чикагском «замке убийств» в начале 1890-х годов со стороны знаменитого американского серийного убийцы Г. У. Маджетта, известный под именем Генри Говард Холмс. Жилетт внёс в пьесу множество изменений, избавившись от нескольких персонажей, среди которых оказалась и Ирен Адлер, заменённая на Элис Фолкнер. Несмотря на такие преобразования исследователи отмечают, что полученный результат соответствует духу произведений о приключениях Холмса. 23 ноября 1898 года произошло несчастье: в Сан-Франциско, в гостинице, где размещался театр «Болдуин», произошёл пожар в огне которого погибли несколько человек, а также декорации труппы Фромана, рукописи новой адаптации Жилетта и первоначальной пьесы Дойла (от неё не осталось ни одной уцелевшей копии). Однако это не остановило драматурга и уже через неделю он закончил свою вторую версию, с которой в мае 1899 года посетил Дойла в Британии, чтобы санкционировать её постановку. Их встреча произошла на железнодорожной станции, где перед писателем Жилетт предстал в образе Холмса. Джон Диксон Карр, детективный автор и биограф Дойла, писал, что американский актёр в длинном плаще с пелериной выглядел словно «живой» Холмс. Эффект усиливался тем, что писатель никогда не видел актёра, а его знания ограничивались тем, что его высоко ценят в театральных кругах. Карр описывал то впечатление, которое произвёл на Дойла его новый знакомый в следующих словах: «Чётко выраженные черты лица и глубоко посаженные глаза выглядывали из-под войлочной шляпы. Подходил даже возраст Жиллетта, которому было лет сорок пять. Конан Дойл, находясь в экипаже, с разинутым ртом его рассматривал». Писатель с большой радостью воспринял как сам текст, так и перспективы, ожидающие пьесу при постановке, при этом не забывая и про финансовую сторону дела. Карр в своём жизнеописании старшего коллеги довольно критично отнёсся к пьесе «Шерлок Холмс» назвав её не такой уж и хорошей. Однако в заслугу адаптации ставят то, что в ней сохранён не только классический образ великого детектива, но и привнесены некоторые сценические новации, ставшие образцом для последующих обращений к знаменитому циклу Дойла, производившиеся в различных жанрах.
Премьера четырёхактной «криминальной драмы» прошла 23 октября 1899 года в театре «Стар» в Буффало, где сопровождалась шумным успехом: зрители аплодировали после каждого акта, а критика писала хвалебные рецензии. 6 ноября пьеса была представлена в нью-йоркском театре «Гаррик», где её также ждал горячий приём. Не меньшим успехом пользовалась постановка и в других городах США, где прошли сотни представлений. Английская премьера состоялась в ливерпульском Шекспировском театре, а 6 сентября 1901 года пьеса впервые была продемонстрирована в лондонском театре «Лицеум». Несмотря на упрёки во введении в спектакль любовной линии, а также тихом произнесении реплик Жиллетом он продержался на сцене до апреля следующего года, а позже неоднократно входил в репертуар различных театров на протяжении десятилетий. Такой успех вызвал множество подражаний и пьесы, зачастую с влюблённым Холмсом, ставились во многих странах мира. Несколько более или менее успешных попыток в подобном жанре оставил и Дойл.

### Создание
Первое известное появление Шерлока Холмса в кино произошло в фильме «Озадаченный Шерлок Холмс», это был фильм снятый в 1900 году режиссёром Артуром Марвином. После этого в эпоху немого кино были выпущены в различных странах десятки лент, посвящённые этому персонажу. Однако они далеко отходили от оригинальных рассказов и часто представляли собой пародии. В 1911 году Дойл передал права на экранизации французской компании «Эклер» (Société Française des Films Éclair), получив, по его уверению, лишь «символическую сумму». В результате этого сотрудничества был создан первый санкционированный автором фильм — «Приключения Шерлока Холмса» французского режиссёра Викторена Жассе с Анри Гуже в роли Холмса, а позже ещё несколько лент. В 1916 году был создан американский полнометражный фильм «Шерлок Холмс» режиссёра Артура Бертелета с Жилеттом в главной роли. Он был основан на одноимённой пьесе Жилетта-Дойла, а его сюжет в основном развивается вокруг истории представленной в рассказе «Скандал в Богемии», но с сильными изменениями.
Новый этап в формировании кинематографического облика гениального детектива связан с британской кинокомпанией «Stoll Pictures» (Stoll Pictures), выпустившей в 1921—1923 годах серию фильмов. Это стало возможным благодаря тому, что Дойл выкупил права на свои произведения у компании «Эклер» и разрешил экранизации своих рассказов, а также повестей «Собака Баскервилей» и «Знак четырёх». За это британская компания гарантировала писателю выплату 10 % выручки от проката. На протяжении трёх лет было выпущено несколько десятков фильмов, которые положительно оценили зрители, критики и сам Дойл. В этом отношении в литературе отмечалось: «Немой кинематограф вступает в зрелую стадию развития, окончательно освоив свои технические возможности, в том числе и при помощи ранних фильмов о Шерлоке Холмсе». Позже Дойл высказывал претензии только в отношении того, что действие цикла было перенесено из викторианской Англии в более современную эпоху со всеми техническими новинками, которыми не располагал аутентичный Холмс.
В начале 1920-х годов американская кинокомпания «Голдвин» (Goldwyn Pictures) приобрела права на пьесу Жилетта-Дойла. В это время пользовалась популярностью британская серия фильмов о Холмсе. На фоне этого между «Голдвин» и «Столл» возникли юридические споры, дошедшие до судебного разбирательства. Американская компания обосновывала свои права на постановку фильма тем, что приобрела лицензию на экранизацию пьесы. В ходе процесса писатель был вынужден появиться в суде, где дал показания. В итоге британская компания сумела обосновать свои права, но этот иск расстроил отношения между Дойлом и «Столл». Фильм снимался в Лондоне, что расценивалось как его положительное качество, но, как это имело место, с английским сериалом действие также было перенесено в современность со всеми атрибутами.
В американском прокате фильм появился 3 апреля 1922 года. Во Франции он вышел на экраны 1 июля 1923 года под названием «Шерлок Холмс против Мориарти», а в Британии он был известен как «Мориарти», где появился в период между демонстрацией популярных полнометражных фильмов студии «Столл»: «Собака Баскервилей» (1921) и "Знак четырёх (1923). По оценкам современных исследователей фильм не получил значительного успеха, так как по мнению Натали Моррис экранизация «была немного скучна, тяжеловесна и перегружена интертитрами».

### Реставрация

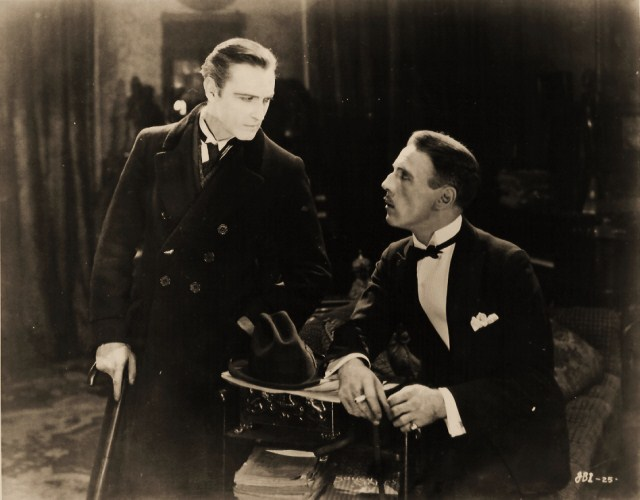
Джон Бэрримор и Роланд Янг

Материалы, хранившиеся в Eastman House, послужили основой для реконструкции, произведённой Кевином Браунлоу и Уильямом К. Эверсоном (на ранних этапах при содействии самого директора Альберта Паркера, которому тогда было уже за 80), а вторую реконструкцию (включающую недавно найденные фрагменты) произвела сама Eastman House в 2001 году. Описывая первую попытку реконструкции в 1975 году, Эверсон пояснил, что повторный монтаж доступного материала в ленту для просмотра был далеко не тривиальной задачей: «Несколько лет назад всё, что оставалось от этого фильма, было многими рулонами отрезков негатива, в которых все дубли — не только каждый эпизод, но каждый дубль — были беспорядочно перемешаны, только с несколькими направляющими флэш-заголовками, […] и сценарием, который во многом отличался от пьесы, добавляя к и без того титанической задаче собрать всё воедино».
Реконструкция 2001 года была выпущена на DVD компанией Kino International в 2009 году, в этой версии всё ещё отсутствовали около 26 минут отснятого материала. В декабре 2011 года последовал релиз Kino на носителях Blu-ray